# Şebsefa Kadın
Şebsefa Kadın, död 1805, var den åttonde gemålen (slavkonkubinen) till den osmanska sultanen Abd ül-Hamid I (regent 1774-1789). 
Hon grundade 1787 en skola öppen även för flickor, och nämns därför ibland som en pionjär för utbildning för flickor.